# Massdistraction
Massdistraction ist eine schwedische Thrash-Metal-Band aus Malmö, die im Jahr 2007 unter dem Namen Retribution gegründet wurde.

## Geschichte
Die Band wurde im Jahr 2007 von den Brüdern Jon (E-Gitarre) und Per Hjalmarsson (E-Bass) unter dem Namen Retribution gegründet. Im Jahr 2009 nannte sich die Gruppe in Massdistraction um. Im Sommer 2010 verließ Bassist Per Hjalmarsson die Band und wurde durch Kalle Möllerström ersetzt. Ein paar Monate später kam Ali Nassadjpoor als Gitarrist zur Band. Als weiteres neues Mitglied kam Sänger Mikkjal Hansen im Mai 2011 zur Band, der Johan Hansson ersetzte. Im Jahr 2012 folgte über Rambo Music das Debütalbum Follow the Rats.

## Stil
Die Band spielt klassischen Thrash Metal, der mit Suicidal Angels, Exodus und den frühen Werken von Machine Head vergleichbar ist.

## Diskografie
- 2009: Death Row (Single, Succubus Records)
- 2010: Succubus (Demo, Eigenveröffentlichung)
- 2012: Follow the Rats (Album, Rambo Music)